# 2. Slesvigske Krig
2. Slesvigske Krig blev udkæmpet mellem på den ene side Preussen og Østrig og på den anden Danmark i tiden 1. februar – 20. juli 1864. Krigen førte til, at Danmark måtte afstå hertugdømmerne Holsten, Lauenborg og Slesvig (Sønderjylland). Det nordlige Sønderjylland blev efter en folkeafstemning genforenet med Danmark i 1920.

## Baggrund

### Situationen i Europa
De europæiske grænser var fastlagt ved Freden i Kiel efter Napoleonskrigene. Her havde Danmark på trods af nederlaget og afståelsen af Norge fastholdt resten af helstaten. De følgende år var der ikke blot en magtkamp mellem staterne, men tillige en strid mellem de mange europæiske fyrstedømmer og de oppositionelle kræfter, der krævede en fri forfatning. I forlængelse heraf opstod der en række nationale bevægelser, der kædede kampen for demokrati sammen med national selvbestemmelse. Krimkrigen i 1853-1856 var et varsel om, at den stabilitet, der havde hersket mellem stormagterne siden 1814 ikke længere var holdbar. For Danmark betød Ruslands svækkede position efter nederlaget i denne krig, at Zaren både mistede evnen, men til dels også viljen til at forsvare Danmark. Sammen med presset fra de nationale kræfter i hertugdømmerne svækkede dette de danske regeringers manøvremuligheder, hvilket betød, at flere ledende danske politikere satte deres lid til Skandinavismen.

### Arvefølgen
Det havde i mange år stået klart at den danske kongeslægt ville uddø med Kong Frederik 7. Han døde 15. november 1863 som den sidste i Oldenborg-slægten. I London-protokollen fra 1852 var det bestemt at prins Christian skulle efterfølge ham som både konge af Danmark og hertug af Slesvig, Holsten og Lauenborg.
Den danske konge havde siden middelalderen også været hertug af Slesvig og Holsten, men der gjaldt forskellig arveret i områderne. I Danmark gjaldt ifølge arvefølgereglerne i Kongeloven fra 1655 i første række mandlig arvefølge, men hvis den direkte mandslinje uddøde, overgik arveretten til kvindesiden. I Holsten, som var tysk len indtil 1806, gjaldt den saliske ret, og derfor kunne tronen der kun nedarves via mandssiden. Da den gamle grænse mellem Danmark og det tysk-romerske rige gik ved Ejderen, gjaldt i Slesvig som dansk len Jyske Lov og den danske arveret, men efter tysk opfattelse var forbindelsen mellem Slesvig og Holsten (evig udelt) så vigtig, at den saliske ret også skulle gælde i Slesvig. De tysksindede slesvig-holstenere kæmpede særlig for dette, da de ønskede en slesvig-holstensk stat og dermed også en slesvig-holstensk hertug.

#### "Friedrich der Achte"
Hertug Christian-August af Augustenborg havde som efterkommer af hertug Hans den Yngre gjort krav på den danske krone. Dette krav blev i det åbne brev fra 1846 afvist af Christian 8. Hertugen af Augustenborg tog i 1848-50 del i det slesvig-holstenske oprør (Treårskrigen) og blev landsforvist. Den 31. marts 1852 gav han afkald på sine arvekrav mod en klækkelig erstatning, og 8. maj samme år blev det bekræftet i London-protokollen.
Alligevel overdrog han i 1863 tronrettighederne til sin søn Frederik, som kort efter kong Frederik den 7.'s død, den 19. november, udråbte sig til "Frederik den 8." (Friedrich der Achte), hertug af Slesvig-Holsten. Det tyske forbund og de fleste tyske stater anerkendte ham, men ikke de to vigtigste: Preussen og Østrig. Efter krigen i 1864 tvang Preussen og Bismarck ham til at træde tilbage.
Arvefølgespørgsmålet blev tidligere af især tyske historikere anset for en vigtig årsag til krigen, men efter dansk opfattelse for uvæsentligt. Nyere historieskrivning er enige om, at det var en ubetydelig komplikation. Spørgsmålet var et hedt emne fra 1840, men afgjort ved Hertug Christian-Augusts tronafkald og London-protokollen af 1852.

### Dansk forfatningsproblem
London-protokollen fastlagde at enevælde fortsat skulle gælde i hertugdømmerne, selv om Danmark havde fået en demokratisk grundlov. Fællesforfatningen for den danske helstat (kongeriget og hertugdømmerne) skulle sikre at statens fælles anliggender fortsat kunne fungere, trods de forskellige styremåder. Men i 1858 havde det tyske forbund ophævet fællesforfatningen for Holstens og Lauenborgs vedkommende, da disse to hertugdømmer samtidig var optaget som medlemmer af det tyske forbund ved Wienerfreden i 1815. I den fælles dansk-slesvigsk-holstenske regering (rigsrådet) var der en løbende konflikt mellem de politikere fra Danmark, der ønskede reformer, og de adelige repræsentanter for Holsten, der ønskede en meget konservativ kurs, men samtidig var positive overfor helstaten som konstruktion. De liberale kræfter i Slesvig og Holsten sigtede derimod mod en forbundsstat under det tyske forbund.
De liberale kræfter i Danmark var hovedsagelig af den opfattelse, at Holsten måtte adskilles fra Danmark. I sidste ende frygtede de, at Holsten via sin rolle i rigsrådet førte til tysk indblanding i ikke kun Slesvig, men også i rent danske forhold. De liberale kræfter i Holsten var for så vidt enige, men de ønskede at også Slesvig skulle løsrives, og at der skulle oprettes et Slesvig-Holsten inden for det tyske forbund. Som alternativ hertil blev Ejderpolitikken formuleret af danske nationalliberale, og Orla Lehmann fremstod i offentligheden som dens ivrigste fortaler. Egentlig foretrak Lehmann en deling af Slesvig, således at de nordlige sogne tilfaldt Danmark og de sydlige tilfaldt Holsten. Da denne mulighed sprængte martsministeriet i efteråret 1848, blev den midlertidig opgivet; men ved flere senere lejligheder blev spørgsmålet om Slesvigs deling taget op i ledende politiske kredse, bl.a. i skandinavistiske kredse. En af planerne gik ud på, at prins Oscar (den senere Oscar 1. af Sverige) skulle regere et forenet Skandinavien med sydgrænse ved Dannevirke.

### Nationale spændinger
Novemberforfatningen vakte stærk modstand blandt de tysksindede i hertugdømmerne og i hele Tyskland. Den tysk-nationale opinion vejrede nu mulighed for revanche for Treårskrigen. I den tyske forbundsdag i Frankfurt taltes om at befri hertugdømmerne for afhængigheden af Danmark og skabe en ny tysk stat af dem.
De tyske oprøreres drøm om en slesvig-holstensk stat havde lidt nederlag i Treårskrigen fra 1848 til 1850. I selve Slesvig havde stemningen siden da været rolig, men forbitret og modsætningsfuld.
I 1850'erne blev sprogreskripterne gennemført i Mellemslesvig. De betød, at dansk skulle være skolesprog i de områder, hvor befolkningen talte dansk (sønderjysk). Kirkesproget vekslede, mens retssystemet og administrationen var tosproget. Den nordligste del af Slesvig var dog fortsat rent dansksproget, og den sydligste del fortsat rent tysksproget. Formålet var at bremse tilbagegangen for dansk, men reformerne blev indført af regeringen uden megen debat. Det vakte mange tysksindedes vrede, da de igennem århundreder havde været vant til tysk som det dominerende sprog. De tysksprogede så sprogreskripterne som et forsøg på "danisering" og dansk undertrykkelse.
I danske politiske kredse havde Ejderpolitikken været omdiskuteret i årevis, men da mange forsøg på at imødekomme de slesvig-holstenske krav blev afvist af den holstenske stænderforsamling og det Tyske Forbund, blev Danmark til Ejderen efterhånden set som den eneste løsning. Martskundgørelsen, hvor regeringen den 30. marts 1863 opgav forfatningsforbindelsen med de tyske forbundslande, og efterfølgende i efteråret 1863 forelagde det dansk-slesvigske Rigsråd, som var blevet tilbage efter Holstens og Lauenborgs udtræden, et forfatningsudkast, der knyttede Slesvig tættere til Danmark, var et afgørende skridt i denne retning. Centralt placerede politikere som fx C. C. Hall, Orla Lehmann og Ditlev Gothard Monrad blev efterhånden, trods forskellige udgangspunkter, enige om, at en skandinavisk union var den eneste mulige vej til at gennemføre Ejderpolitikken.. I afgørende øjeblikke vaklede den danske regering dog, hvis ikke om målet, så om timingen. I 1862 havde der været adskillige diplomatiske sonderinger med den svenske regering om en union med den svenske konge Karl 15. som overhoved, og de to regenter var den 22. juli 1863 enige om at skabe en union, der ville sikre et Skandinavien til Ejderen. Den danske tronfølger, prins Christian skulle som kompensation tildeles Holsten som sit kongedømme. Hall så denne løsning som den bedste mulighed for at undgå en krig og på denne baggrund blev novemberforfatningen udfærdiget. Den svenske regering nøjedes imidlertid med en principiel støtte til de danske krav, men var splittet i spørgsmålet om en union. En bindende aftale blev derfor ikke indgået, og da svenskerne trak sagen i langdrag, sendte Hall en følelsesladet appel, som blev besvaret positivt, men uden konkrete løfter.

### Preussens ambitioner
Ministerpræsident Otto von Bismarck i Preussen var imidlertid ikke interesseret i at styrke de liberale kræfter i det tyske forbund med endnu en stat, dvs. et selvstændigt Slesvig-Holsten. Han allierede sig med Østrig; officielt for at presse Danmark til at efterkomme Londonaftalens bestemmelser om hertugdømmernes frie stilling, men i praksis i håbet om at erobre Slesvig og Holsten for Preussen, som han har fortalt i sine erindringer. Tyskland var ikke en hel nation, idet det tyske forbund var en relativt løs alliance, der bestod af 38 forskellige selvstændige områder; flere af disse havde ambitioner om at blive den førende nation i et samlet Tyskland. I Preussen var Bismarck under pres, fordi liberale kræfter, der modsatte sig hans ambitiøse hærreform med tre års værnepligt, havde vundet flertallet i Landdagen. Derfor kunne han bruge en rask lille krig mod Danmark til at vise, at Preussen var den mest magtfulde tyske nation, ligesom hærens evner kunne prøves af. Østrig havde tilsvarende ambitioner og fulgte derfor Preussen trop.

### Forbundseksekution og rømningen af Holsten
Efter at både det Tyske Forbund og den holstenske stænderforsamling havde afvist fællesforfatningen fra 1855 og efter at holstenske deputerede havde forladt det fælles rigsråd, udstedte kongen den 30. marts 1863 en af C.C. Hall udformet kundgørelse, hvorved Holsten og Lauenborg skulle få en ny forfatning (kundgørelse af 30. marts 1863). De tyske stormagter protesterede og den tyske forbundsdag vedtog den 9. juli 1863, at kundgørelsen skulle tilbagekaldes inden seks uger. Alligevel forelagde udenrigsminister Hall få uger senere, den 28. september 1863, et udkast til en ny fælles forfatning kun for Danmark og Slesvig. Den internationale reaktion var forudsigeligt negativ. Den engelske regering opfordrede Danmark at trække kundgørelsen af 30. marts tilbage og den svensk-norske regering stillede sig modvillig overfor de forhandlinger om en fælles nordisk alliance, som den svenske konge Karl 15. havde tilbudt Frederik 7. .
Den 1. oktober 1863 vedtog den tyske forbundsdag i Frankfurt, at hertugdømmerne Holsten og Lauenborg -som medlemsstater i det Tyske Forbund- skulle besættes af tyske forbundsstyrker (forbundseksekution) for at tvinge Danmark til at overholde Londonaftalerne. Besættelsen skulle udføres af Preussen, Østrig, Sachsen og Hannover. De to sidstnævnte skulle hver udnævne en kommissær til Holstens og Lauenborgs styrelse. Imidlertid underskrev den nye konge Christian 9. den 18. november 1863 - trods store betænkeligheder - den nye novemberforfatning.

#### Novemberforfatningen
Rigsdagen vedtog novemberforfatningen kort før Frederik d. 7.'s død i november 1863. Forfatningen erstattede den hidtidige helstatsforfatning fra 1855, idet den drejede sig om fællesanliggender for Danmark og Slesvig, men ikke Holsten. Slesvig skulle have sin egen slesvigske landdag og Danmark fortsat sin egen rigsdag. Hermed ville det være muligt at regere uden om de holstenske repræsentanter i rigsrådet, der var årsagen til at den danske regering var delvis lammet. Dette løste umiddelbart det forfatningsmæssige problem, men samtidig brød Danmark reglerne i London-protokollen fra 1852. Ifølge den måtte Danmark nemlig ikke knytte Slesvig nærmere til kongeriget end Holsten.
For at afværge en besættelse af Holsten og Lauenborg satte den danske regering den 4. december 1863 kundgørelsen af 30. marts ud af kraft. Men da kongen nærede stærk tvivl om muligheden for at gennemføre regeringens politik i praksis, foretrak C.C. Hall at give ham frie hænder til at forsøge en løsning ad andre veje og indgav derfor sin og sit ministeriums dimission 24. december 1863. Regeringen havde oprindelig stået sammen om at træde tilbage i fællesskab, men Monrad brød denne aftale og accepterede at danne et nyt ministerium, som tiltrådte ved årsskiftet 1863-1864. Det lykkedes ham at danne en regering, men da mange oplagte kandidater afslog at påtage sig ministerposter, bestod Monrads regering primært af embedsmænd.
I det tyske forbund bekræftede forbundsdagen beslutningen om at gribe til militær eksekution, og saksiske og hannoveranske forbundstropper blev samlet syd for Elben. Danmark blev opfordret at trække sine tropper tilbage fra Holsten og Lauenborg . Den 17. december 1863 vedtog statsrådet i København at rømme Holsten og at samle de danske tropper nord for Ejderen. Få dage senere, den 23. december 1863, indledtes eksekutionen, da forbundstropperne gik over Elben og besatte Altona ved Hamborg. Herfra fortsatte de op gennem Holsten til den holstensk-slesvigske grænseby Rendsborg den 31. december. Besættelsen fik nærmest karakter af en afløsning, idet de danske tropper marcherede nord ud af byerne, samtidig med at forbundstropperne marcherede ind fra syd. Alle steder blev de tyske soldater modtaget med stor begejstring. Augustenborg-hertugen "Friedrich der Achte" fulgte efter tropperne og blev ligeledes modtaget med jubel. Den 30. december lod han sig i Kiel hylde som Slesvig-Holstens hertug.
Den engelske regering forsøgte flere gange at mægle mellem parterne. Blandt andet blev det i december 1863 foreslået, at afgørelsen af den dansk-tyske strid skulle overdrages en konference af repræsentanter for de stater, der havde undertegnet London-traktakten af 1852 samt repræsentanter for det Tyske Forbund. for at imødekomme forslaget, ophævede den danske regering den 4. december 1863 Martskundgørelsen, samtidig med at den tilsluttede sig den foreslåede konference, som dog blev afvist af både Preussen og Østrig .

### Ultimatum
Et preussisk-østrigsk forslag om at fortsætte eksekutionen med en besættelse af Slesvig, med mindre novemberforfatningen tilbagekaldtes af den danske regering, blev forkastet af forbundsdagen. men den 7. december bøjede den sig for en preussisk-østrigsk besættelse af Holsten.. Den 14. januar 1864 erklærede Preussen og Østrig, at de ikke længere følte sig forpligtet af forbundsdagens beslutninger vedrørende Slesvig, og en fælles hærstyrke på 61.000 mand blev samlet syd for Ejderen. Den 16. januar 1864, stillede Preussen og Østrig Danmark et ultimatum om, at novemberforfatningen skulle ophæves og danske tropper rømme Slesvig inden for 48 timer. På Statsrådsmødet den 19. januar lykkedes det D.G. Monrad at opnå tilslutning - og kongens samtykke- til en udsættelse af den officielle danske reaktion på kravet, som efter forhandling i ministeriet skulle udmunde i en resolution. Da Danmark således reelt havde ignoreret kravet, som i øvrigt var umuligt at gennemføre i praksis, gik preussiske og østrigske tropper -uden samtykke af forbundsdagen i Frankfurt- den 1. februar 1864 ind i Slesvig . Preussen og Østrigs ensidige fremgangsmåde mødte imidlertid modstand hos de tyske mellemstater som Bayern og Sachsen, begge stater nægtede tilladelsen til østrigske troppetransporter gennem deres territorier. Det Tyske Forbund betegnede krigen som lovstridig og forbundstropperne i Holsten var rede til at stoppe de preussisk-østrigsk tropper, men blev holdt tilbage af forbundsdagen.

### International reaktion
Den engelske regering tog allerede i krigens tidligste faser initiativ til at forestå fredsforhandlinger, bl.a. under indtryk af den engelske befolknings sympati for Danmark. Briterne foreslog, at Danmark fik 6 ugers frist til at løse forfatningsspørgsmålet, men hverken Rusland eller Frankrig var indstillet herpå. Den franske kejser, Napoleon 3. udtrykte i sit svar forståelse for det tyske ønske om en stærk forbindelse mellem Slesvig og Holsten.

## Hærenes mobilisering
De allierede tropper under ledelse af prins Friedrich Karl og generalfeltmarskal Friedrich von Wrangel refererede direkte til Berlin og havde frie hænder til at foretage militære beslutninger, "der kunne tilintetgøre fjenden". Chefen for den preussiske generalstab, Helmuth von Moltke, havde udarbejdet en overordnet strategi, som skulle sikre, at styrkerne kunne omgå den danske hærs flanker. I modsætning hertil var den danske generalstab underkastet ordrer fra krigsministeriet i København, som forventede, at angrebet først ville blive indledt i løbet af foråret, og derfor var inddelingen af hæren ikke endeligt fastlagt, og mange officerer blev flyttet fra deres bataljoner for at skabe plads til besættelse af nye stillinger i de nyoprettede regimenter. Artilleriet var underbemandet og led ligeledes under mangel på materiel.
Med valget af generalløjtnant Christian Julius de Meza som overgeneral den 25. december 1863 besluttedes det, at forsvaret skulle koncentreres ved Dannevirke.
Mobiliseringen af hærens infanteri blev foretaget efter følgende plan:
| Den danske hærs organisering ved Dannevirke 1. februar 1864 |                            |                           |                                         |                            |                            |                             |                                       |                                       |                                       |
| Generalstab                                                 | Overgeneral De Meza        | Overgeneral De Meza       | Overgeneral De Meza                     | Stabschef H. Kauffmann     | Stabschef H. Kauffmann     | Stabschef H. Kauffmann      | Stabsofficer S. von Rosen             | Stabsofficer S. von Rosen             | Stabsofficer S. von Rosen             |
| Division                                                    | 1                          | 1                         | 1                                       | 2                          | 2                          | 2                           | 3                                     | 3                                     | 3                                     |
| Divisionschef                                               | General Georg Gerlach      | General Georg Gerlach     | General Georg Gerlach                   | Generalmajor Glode du Plat | Generalmajor Glode du Plat | Generalmajor Glode du Plat  | Generalløjtnant P.F. Steinmann        | Generalløjtnant P.F. Steinmann        | Generalløjtnant P.F. Steinmann        |
| Brigade                                                     | 1                          | 2                         | 3                                       | 4                          | 5                          | 6                           | 7                                     | 8                                     | 9                                     |
| Brigadechef                                                 | Oberst Georg Henrik Lasson | Oberst Paul Scharffenberg | Oberst Johan Philip Andreas Wørishøffer | General Ernst Wilster      | Oberst Johannes Harbou     | Oberst Otto Bülow           | Oberst Max Müller                     | Oberst Heinrich Kauffmann             | Oberst Johan Waldemar Neergaard       |
| Placering                                                   | Slesvig by                 | Slien til Kokkendorf      | Ejderkanalen                            | Slesvig by                 | Centrum i stillingen       | Fremskudt ved Frederiksstad | Tilbagetrukket i Dannevirkestillingen | Tilbagetrukket i Dannevirkestillingen | Tilbagetrukket i Dannevirkestillingen |

Desuden var kavaleriet organiseret i to brigader, som i nogen grad kunne anvendes fleksibelt. med Cai Hegermann-Lindencrone som chef. Regeringen havde ikke en egentlig strategisk plan for operationer i felten, men forventede dog, at flåden kunne blokere Østersøen og derved indsnævre fjendens muligheder.

## Kampene
Hovedkampene i krigen varede fra østrigerne og preusserne overskred Ejderen 1. februar kl. 7 morgen til våbenhvilen, der begyndte 12. maj, efter slaget ved Helgoland 9. maj. Efter våbenhvilens udløb afsluttedes kampene med Slaget om Als.

### Krigens første del

#### Krigens begyndelse
Den 31. januar 1864 meddelte den øverstbefalende for den preussisk-østrigske hær, generalfeltmarskal Friedrich von Wrangel, sin danske modpart, generalløjtnant Christian Julius de Meza, at han havde ordre til at besætte hertugdømmet Slesvig, og anmodede om at få oplyst, om de Meza havde ordre til at trække sine styrker ud af Slesvig. Da svaret var benægtende, begyndte krigen. Den 1. februar 1864 gik østrigske og preussiske tropper over Ejderen. Danskerne havde 4 sårede, 7 fangne og 3 savnede efter dette første sammenstød. De angribende østrigere og preussere led ingen tab.

#### Dannevirke
Kort før 2. Slesvigske Krigs udbrud i januar 1864 var skanserne ved Dannevirke blevet forstærkede. Den 2. februar angreb den preussiske styrke med ca. 10000 mand forposterne og fire skanser ved Mysunde, der kunne rumme et kompagni, ca. 2500 mand. Preusserne medbragte 64 feltkanoner, mens danskerne rådede over 20 i Mysundeskanserne. Alligevel lykkedes det det danske artilleri at slå angrebet tilbage. Under retræten faldt ca. 200 tyske soldater, og de samlede danske og tyske tab var ca. 500 mand. Det var dog en kortvarig dansk triumf, idet den øverstkommanderende overgeneral Christian de Meza var klar over, at Dannevirke ikke kunne holdes, fordi fjenden i den hårde vinter kunne passere vest om Dannevirke over de tilfrosne sumpstrækninger. Den 4. februar kl. 18 afholdt overkommandoen et krigsråd i Slesvig by, og efter dette besluttede de Meza på anbefaling fra flertallet af den militære ledelse at trække hele den danske styrke tilbage fra Dannevirke den 5. februar. Retræten påbegyndtes om aftenen og foregik som et vellykket og koordineret tilbagetog gennem en hård snestorm tilbage til den befæstede stilling ved Dybbøl nær Sønderborg. Aktionen blev i samtiden stærkt kritiseret i opinionen, som af regeringen og medierne var blevet overbevist om stillingens betydning for Ejderpolitikkens succes. Senere er retræten blevet rehabiliteret som et eksempel på en succesfuld og militært nødvendig aktion. Det nævnes dog, at tilbagetrækningen led af visse logistiske problemer, fx at Dannevirke efter planen skulle være rømmet senest kl. 22, men begyndende snestorm betød, at 20. regiment først forlod stillingen ca. en time senere. 8. Brigade dannede bagtrop indtil Sankelmark skov, hvor 7. Brigade overtog kampen. 7. brigade, som bestod af 1. og 11. Regiment, under oberst Max Müller, havde fik herefter til opgave at standse fjendens fremmarch og havde forskanset sig i det smalle pas ved Sankelmark, hvor Hærvejen løber gennem et højdedrag. Slaget ved Sankelmark førte til mange tab på begge sider, men sikrede den danske hærs tilbagetog.
Den danske offentlighed havde betragtet Dannevirke som en nærmest uindtagelig fæstning, og tilbagetoget kom som et chok, der bl.a. udløste uroligheder i København. Monrad udtalte på et møde i Statsrådet den 11. februar, at uroen nu havde mistet betydning, men at den bekræftede hans politiske mål om at fortsætte kampen mod besættelsestropperne med al kraft. General de Meza blev efter et møde i Statsrådet den 26. februar 1864 tvunget til at træde tilbage, på trods af kongens forsøg på at beholde ham i overkommandoen.
I Sverige og Norge var reaktionen heftig, og store dele af opinionen krævede støtte til broderfolket. Karl 15. lovede at stille med en hær på 20.000 soldater og sendte gesandter til London, Paris og St. Petersborg for at skabe opbakning til en europæisk aktion mod Østrig - Preussen. Da ingen af disse ville afgive bindende tilsagn om støtte til Danmark, blev han af sit ministerium tvunget til at udsætte beslutningen om at gå ind i krigen. Henning Hamilton, der havde lovet den danske regering Sveriges støtte, søgte straks sin afsked, da han følte sin ære krænket.

#### Kampene ved Dybbøl
Efter to måneders svært bombardement og gravning af skyttegrave frem mod de danske skanser sluttede kampene ved Dybbøl med at preusserne indtog Dybbøl den 18. april. Herefter var Fredericia danskernes eneste bastion i Jylland med mulighed for modangreb. Men krigsministeren befalede 25. april Fredericias kommandant, general N.C. Lunding, at rømme byen, selv om befæstningen var langt stærkere end Dybbøl. Modvilligt lod Lunding de sidste danske soldater forlade Fredericia og sejle til Fyn 28. april. Preusserne og østrigerne besatte dernæst Jylland op til Limfjorden.

#### Flåden
Som i Treårskrigen var det flådens opgave at forhindre landsætning på øerne og at blokere de tyske Østersø- og Vesterhavshavne. Den preussiske flåde var endnu i sin vorden. De danske skibe kunne uhindret stoppe handelen til de tyske byer og opbringe tyske handelsskibe. Et preussisk forsøg på at forjage flåden fra farvandet omkring Rügen blev afvist (træfningen ved Rügen). Den østrigske flåde med base i Trieste sendte to fregatter til Vesterhavet for at hæve blokaden af Hamburg. Den danske eskadre vandt en taktisk sejr over den østrigske, der var forstærket med tre preussiske kanonbåde, den 9. maj 1864 ud for Helgoland. Det var her, Fregatten Jylland deltog. Slaget fik imidlertid ingen betydning for krigens udfald.

### Våbenhvile og forhandlinger
Den 12. maj blev der indgået våbenhvile i første omgang af en måneds varighed. Våbenhvilen blev senere forlænget med 14 dage. De neutrale stormagter pressede Danmark til at gå med til at drøfte en deling af Slesvig under forhandlinger i London under ledelse af den engelske udenrigsminister, lord John Russell. Der var repræsentanter for de krigsførende lande, Danmark, Preussen og Østrig, samt for det tyske forbund, Frankrig, Rusland og Sverige-Norge. Englands forslag var en deling af Slesvig langs Dannevirke og Slien, og muligvis ville England endda sætte magt bag. Preusserne foreslog først en deling ved linjen Åbenrå-Tønder og senere en deling tæt på det, der blev grænsen efter genforeningen i 1920 nord om Flensborg og Tønder. Men de danske forhandlere ville efter instrukser hjemmefra kun afgive den sydligste spids af Slesvig. Denne stædighed trods det nylige nederlag skyldtes til dels, at Christian 9. ville have barndomshjemmet Louisenlund sydøst for Slesvig by med på den danske side. Frankrig foreslog en folkeafstemning om sagen, men den danske delegationsleder udtalte: "Jeg kan ikke engang samtykke i at tage forslaget ad referendum". Det blev vel modtaget i den danske befolkning, at forhandlingerne om delingen af Slesvig var brudt sammen.
Det har været diskuteret i eftertiden, om folkeafstemning eller deling af Slesvig virkelig var en reel mulighed.

### Afsluttende kampe

#### Erobringen af Als
Under våbenhvilen havde preusserne forberedt deres næste træk, en erobring af Als. De havde samlet et stort antal robåde i Sottrup Storskov på Sundevedsiden af Alssund, og den 29. juni kl. 2 om natten begyndte de at sejle soldater over til Als. Allerede i første vending fik preusserne 2500 mand i land på øen, og de danske styrker på Kær-halvøen blev hurtigt kastet tilbage. Det moderne panserskib Rolf Krake lå på dette tidspunkt i Augustenborg Fjord. Rolf Krake sejlede ud i Als Sund, åbnede ild mod preusserne og bragte landgangen til ophør i tre kvarter. Men skibschefen, orlogskaptajn H.P. Rothe, mente ikke, at Rolf Krake kunne forblive i Alssund, når det blev lyst, fordi skibet da ville være et let mål for landbaserede preussiske batterier. Da han desuden var usikker på situationen for styrkerne på Als, valgte han først at sejle tilbage til Augustenborg Fjord og derefter at gå nord om Als for evt. at deltage i en evakuering af de danske tropper. Det betød, at preusserne kunne genoptage overførslen af styrker til Als. Efter krigen blev Rothes dispositioner undersøgt ved en kommissionsdomstol, som pure frikendte ham. Nord for Sønderborg satte 5. regiment ind med et modangreb, og 18. regiment kæmpede mod de fremrykkende preussere ved Kær by. Men det standsede ikke preusserne. Danskerne blev presset tilbage mod halvøen Kegnæs, og den 1. juli forlod de sidste danske styrker Als.

#### Kampen ved Lundby
Den 3. juli overraskede oberstløjtnant Charles Beck, som havde kommandoen over de sidste danske styrker i Jylland under en rekognoscering syd for Aalborg med soldater fra 1. regiment og 16 dragoner en preussisk styrke i landsbyen Lundby. Beck beordrede sine folk til over åben mark at foretage et bajonetangreb på den preussiske styrke, som var gået i dækning bag huse og gærder i landsbyen. Becks ordre var en katastrofal fejlvurdering, som førte til, at danskerne mistede i alt 97 døde, sårede og fangne, medens preusserne kun mistede tre mand. Efter denne kamp trak de danske styrker sig helt ud af Jylland, og den preussiske general Eduard Vogel von Falckenstein kunne den 14. juli med en mindre styrke foretage en udflugt til Skagen, hvor han indskrev sig i kirkebogen i Skagen Kirke.
Den 7. juli var Peter Frederik Steinmann blevet ny dansk overgeneral.

### Soldaternes livsomstændigheder
For at forbedre livsomstændigheder af soldaterne, skrev Anne Marie Mangor i 1864 Kogebog for Soldaten i Felten. Men der fandtes også marketenderier, hvor man kunne spise og drikke.

## Resultatet af krigen
Der sluttedes våbenstilstand den 20. juli, og ved en fredskonference i Wien afsluttet den 30. oktober 1864 måtte Danmark afstå Holsten, Lauenburg og Slesvig, så det danske monarkis grænse rykkede helt op til Kongeåen. Omkring 200.000 dansksindede i Slesvig kom under tysk herredømme.
Der er ingen tvivl om, at krigen og tabene af områder, der blev betragtet som urdanske, var meget traumatisk for Danmark som nation.. Herefter afstod Danmark fra at anvende fysisk krigsførelse som politisk virkemiddel, og det danske militær optrådte, indtil NATO-bombningerne under Kosovokrigen i 1999, ikke ved nogen kamphandlinger uden for Danmarks grænser.
Under mottoet "Hvad udad tabes, skal indad vindes", skabtes Hedeselskabet, som havde som mål at kompensere for det tabte ved opdyrkning af den jyske hede, ligesom afvandingsprojekter i sumpede områder medvirkede til landvinding.

## Dokumentation af krigen
Krigen mellem Danmark og Østrig-Preussen i 1864 var en af de første krige, der blev fotograferet, både fra dansk side og tysk side. Det er blevet kaldt den første større begivenhed, hvor reportagefotografiet vandt indpas i Danmark. Fotografierne sætter fokus på de motiver – krigens steder, krigens personer og krigens begivenheder – som fotograferne valgte at skildre krigen med. Det var endnu ikke muligt at trykke fotografier i aviserne, men de kunne massefremstilles og blev solgt til et bredt publikum. I forbindelse med 100-året i 1964 afholdt Det Kongelige Bibliotek og Schleswig-Holsteinische Landesbibliothek en fællesudstilling "Den dansk-tyske krig i samtidige billeder" først i København siden i Kiel . I forlængelse af udstillingen udgav de to biblioteker i 1970 en ikonografi med de dengang kendte fotografier fra 1864.
I anledning af 150-året er der oprettet en hjemmeside, "1864 på nettet", der rummer mere end 2.300 digitaliserede billeder fra samlingerne i Det Kongelige Bibliotek, Statens Arkiver og Christiansborg Slotsforvaltning.. Af de 2.300 billeder er de 800 fotografier. De resterende billeder fordeler sig på tegninger, tryk, malerier mm.
I efteråret 2014 viste DR1 en TV - serie 1864 instrueret af Ole Bornedal. Serien, der er indspillet i 8 episoder, er baseret på Slagtebænk Dybbøl tilført en række fiktive personer.

## Eksterne kilder og henvisninger
- Johan Peter Noack: Grundlove er ikke gratis – forfatninger i Danmark 1848-1866 Arkiveret 22. maj 2014 hos  Wayback Machine, Siden Saxo, 3, 2004 (om forfatningskonflikten som baggrund for krigen i 1864)
- (Webside ikke længere tilgængelig), Grænseforeningen
- Fredstraktaten 1864 mellem Danmark, Preussen og Østrig (9 MB, fransk og tysk)
- 1864 på nettet Arkiveret 8. april 2014 hos  Wayback Machine